# Auguste Pelsmaeker
Auguste Pelsmaeker, anche detto Gustaaf (Anversa, 15 novembre 1899 – 19 novembre 1976), è stato un allenatore di calcio e calciatore belga, di ruolo centrocampista.
Con il Beerschot vince per 5 volte il titolo nazionale (1922, 1924, 1925, 1926 e 1928). Passa al Gent, dove svolge anche il ruolo di giocatore-allenatore, vincendo il campionato di seconda divisione nel 1936. Nel 1941 si sposta ad Anversa, club che allena in due periodi fino al 1949: nel 1944 vince il suo primo campionato belga da manager.

## Palmarès

### Giocatore

#### Club
- Campionato belga: 5

Beerschot: 1921-22, 1923-24, 1924-25, 1925-26, 1927-28
- Campionato belga di seconda divisione: 1

Gent: 1935-1936 (Girone B)

#### Nazionale
- Oro olimpico: 1

Anversa 1920

### Allenatore
- Campionato belga di seconda divisione: 1

Gent: 1935-1936 (Girone B)
- Campionato belga: 1

Anversa: 1943-1944